# بيبتايبول
البيبتايبولات عبارة عن ببتيدات نشطة بيولوجيًا تحتوي على ما بين سبعة وعشرين من مخلفات الأحماض الأمينية، بعضها عبارة عن أحماض أمينية غير بروتينية . على وجه الخصوص، أنها تحتوي على حمض ألفا أمينويوبيريك مع غيره من الأحماض الأمينية غير العادية مثل إيثيل نورفالين، إيزوفالين وهيدروكسي برولين؛ يتم أسيتيل الطرف N، ويتم تحويل الحمض الأميني C- طرفي هيدروكسيل إلى كحول حمضي. واسمهم البيبتايبولات لكونهم بيبتيدات تحتوي على حمض ألفا أمينويزوبوتريك (AIB) وتنتهي في الكحول. يتم إنتاجها عن طريق بعض الفطريات، وخاصة في جنس التريشودورما، كمستقلبات ثانوية تعمل كمضادات حيوية وعوامل مضادة للفطريات. يشار إلى البعض باسم تريشورزيانينات. تعتبر مزدوجة الألفة مما يسمح لها بتكوين قنوات أيونية تعتمد على الجهد في أغشية الخلايا والتي تخلق ثقوبًا في الغشاء مما يجعلها تتسرب وتؤدي إلى موت الخلايا. اعتبارًا من عام 2001، تم تحديد أكثر من 317 بيبتايبول. الببتايبول الأكثر شهرة هو الأميثيسين.